# Northern Boulevard
Northern Boulevard – stacja metra nowojorskiego, na linii E, M i R. Znajduje się w dzielnicy Queens, w Nowym Jorku i zlokalizowana jest pomiędzy stacjami 65th Street i 46th Street. Została otwarta 19 sierpnia 1933.